# Боярская (Тарногский район)
Боярская — деревня в Тарногском районе Вологодской области.
Входит в состав Заборского сельского поселения, с точки зрения административно-территориального деления — в Заборский сельсовет.
Расстояние по автодороге до районного центра Тарногского Городка — 25 км, до центра муниципального образования Красного — 2 км. Ближайшие населённые пункты — Катеринино, Красное, Сметанино.
По переписи 2002 года население — 6 человек.